# Carlo Dapporto
Carlo Dapporto (Sanremo, 26 giugno 1911 – Roma, 1º ottobre 1989) è stato un attore italiano.

## Biografia

### Carriera teatrale

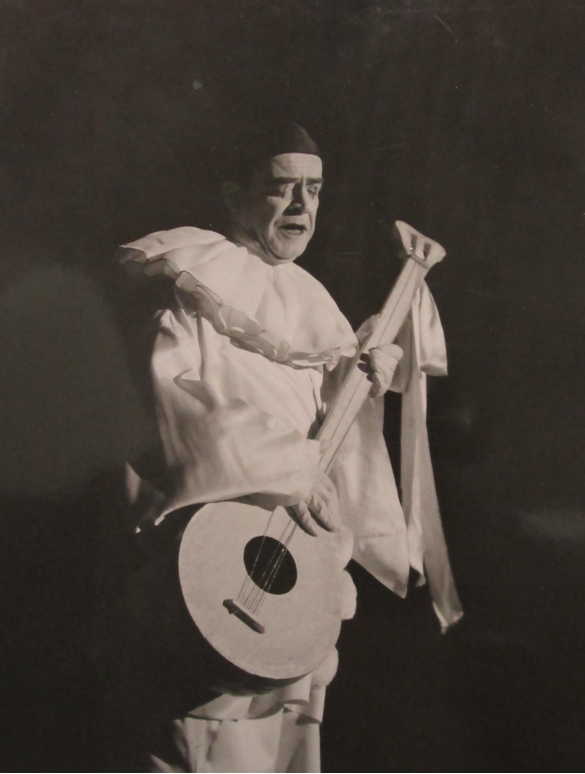
Carlo Dapporto in scena al Teatro Nuovo di Salsomaggiore Terme, anni sessanta.

Nacque a Sanremo il 26 giugno 1911 da Giuseppe, di professione calzolaio, e da Olimpia Cavallito, una casalinga originaria di Asti, che gli trasmise il suo accento dalla tipica inflessione piemontese. Fin dall'età di quindici anni iniziò a lavorare, prima come fattorino in una drogheria, poi come fabbro, tappezziere, aiutante in una farmacia, barista in un caffè, addetto agli ascensori al Tea Room Daetwyller, e infine, nel 1928, come cameriere al Moulin Rouge di Alassio.
Fu proprio nella cittadina della Riviera delle Palme che iniziò la sua carriera di cabarettista e intrattenitore, divertendo il pubblico con battute ironiche e divertenti gag tramite la caratterizzazione del suo personaggio più celebre, il “Maliardo”, con cui sarebbe stato in seguito sempre identificato. Tornato a Sanremo nel 1934, esordì al famoso Caffè Venezuela con le sue prime barzellette, riscuotendo un notevole successo. Resosi però conto che la sua città natale non gli avrebbe consentito di emergere a livello nazionale, maturò la decisione di trasferirsi a Milano, dove iniziò ad esibirsi in numerosi locali. Nell'estate del 1935 avvenne l'incontro decisivo con la nota star del varietà Vivienne D'Arys, che lo notò al Teatro Savioli di Riccione mentre imitava Stan Laurel e lo scritturò nella sua compagnia di avanspettacolo, in cui già si esibivano celebri attori comici come Carlo Campanini ed Eugenio Testa.
Il 10 ottobre 1935 debuttò al Teatro Storchi di Modena esibendosi in coppia con Carlo Campanini in una riuscita imitazione di Stanlio e Ollio. Negli anni successivi continuò a recitare nella compagnia della D'Arys, perfezionando la sua tecnica grazie anche all'esempio di grandi attori professionisti come Campanini e Testa. Dopo un breve periodo trascorso come ballerino nella compagnia di Anna Fougez, dove faceva da spalla al comico Dante Maggio insieme a René Thano nel Bolero di Ravel, nel 1940 allestì insieme a Umberto Franzi il suo primo spettacolo di rivista, che rappresentò la vera svolta nella sua vita di attore. Nel 1941 arrivò l'occasione che tanto aveva atteso: nel corso di uno spettacolo al Supercinema di Milano, venne notato dalla famosa soubrette Wanda Osiris, che lo scritturò come comico per il suo nuovo spettacolo teatrale, consentendogli così di fare il gran salto dal mondo dell'avanspettacolo a quello della rivista.
Il debutto avvenne con la rivista di Nelli e Mangini Sogniamo insieme, andata in scena al Teatro Alfieri di Torino con musiche di Giuseppe Anepeta e la partecipazione del Trio Lescano. Nella stagione 1942-1943 fu invece la volta dell'esordio al Teatro Quattro Fontane di Roma nelle vesti del “Maliardo” con la rivista Sognate con me, sempre in coppia con la Osiris. In questi anni conobbe anche Augusta (1920-2000), una ballerina dello spettacolo, che in seguito avrebbe sposato e da cui ebbe i figli Massimo nel 1945 e Dario nel 1952. Dopo il successo ottenuto con la rivista Che succede a Copa Cabana (andato in scena nella stagione 1943-44 con coreografie di Dino Solari), nell'ottobre del 1944 debuttò con Marisa Maresca nella rivista Ohilalà di Marcello Marchesi, presentata al Mediolanum di Milano, mentre l'anno successivo ritornò a lavorare con la Osiris ne L'isola delle Sirene di Bracchi e Bracci-Dansi. Nel 1945 iniziò anche la carriera cinematografica partecipando al film La signora è servita in coppia con Antonio Gandusio, per la regia di Giannini.

Carlo Dapporto nella commedia Carlo non farlo 1957

Dal 1945 in poi si susseguirono i successi fino ad arrivare alla costituzione della compagnia Carlo Dapporto, che lo ha seguito in tutto il suo percorso artistico, insieme a una serie di altre compagnie via via costituite con le più grandi vedette dell'epoca, tra le quali la compagnia Dapporto-Masiero, quella con Marisa Del Frate, la compagnia Dapporto-Fabrizi e la Dapporto-Pavone. Da segnalare in particolare lo spettacolo Riviera follies nella stagione 1946-1947 per il rilancio della città nell'immediato dopoguerra. Tra le altre riviste Chicchiricchì di Gelich-Bracchi e D'Anzi, andata in scena nella stagione 1947-1948, e il grande successo di Giove in doppiopetto di Garinei e Giovannini, con Delia Scala, rappresentata nella stagione 1954-1955, che segnò la nascita della commedia musicale e venne in seguito proposta anche in versione cinematografica nell'omonimo film.
In coppia con Lauretta Masiero varò invece, nella stagione 1956-1957, la commedia musicale di Garinei e Giovannini Carlo non farlo, ambientata nella sua Sanremo. Nella stagione successiva tornò ad esibirsi con Delia Scala nella commedia musicale L'adorabile Giulio, sempre di Garinei e Giovannini, con musiche di Gorni Kramer. Il 21 settembre 1965 presentò la divertente commedia musicale di Scarnicci e Tarabusi L'onorevole, in coppia con Miranda Martino nei panni di una chanteuse anni venti. Nel 1966-1967 mise in scena insieme a Aldo Fabrizi e Grazia Maria Spina, la rivista Yo, Yo, Je, Je di Dino Verde e Bruno Broccoli, mentre nel 1969 festeggiò le sue nozze d'argento con il teatro, interpretando con Marisa del Frate lo spettacolo Hellzap happening di Castaldo, Faele e Torti per la regia di Edmo Fenoglio.
Dopo un periodo di inattività dovuto a problemi di salute, tornò sulle scene per partecipare a una serie di commedie brillanti, tra le quali Mi è cascata una ragazza nel piatto, dell'inglese Terence Frisby, per la regia di William Franklin (1969-70); Il visone viaggiatore di Ray Cooney e John Chapman; Un babà per sette, commedia di Faele e Castaldo (1972-1973) ed altre ancora.
Dapporto era amico del grande attore genovese Gilberto Govi che frequentava fra l'altro nella sua Sanremo, nei momenti di relax estivi trascorsi insieme anche sul Monte Bignone, meta turistica dove esiste un santuario inaugurato nel 1955 raggiungibile all'epoca da una funivia purtroppo non più esistente.
Fu nei primi anni settanta che riprese con successo il repertorio dialettale dell'amico Govi insieme alla regia di Vito Elio Petrucci. Complessivamente furono trentotto le riviste e le commedie musicali, senza contare gli spettacoli di prosa, nelle quali egli recitò nella sua carriera teatrale, alternata peraltro a numerosi spettacoli di beneficenza in orfanotrofi, carceri, sanatori, fabbriche, ospedali militari, per la Croce Rossa e per le Forze armate. 

Carlo Dapporto e Pippo Barzizza durante uno spettacolo in Radio Rai 1949

I suoi personaggi stupiscono il pubblico con un infinito repertorio di doppi sensi, incentrati sul comune senso del pudore. I più famosi sono stati essenzialmente due: quello del "Maliardo", raffigurazione grottesca del viveur dannunziano impomatato e in frac con l'occhio sempre rivolto a Montecarlo, e quello della macchietta regional popolare: l'ingenuo "Agostino", che parla e storpia in piemontese, personaggio che, oltre ad aver portato con successo in teatro, rese protagonista di alcuni spot televisivi per la trasmissione televisiva Carosello.
L'8 agosto 1945 nasce Massimo, il figlio che seguirà le orme paterne nel mondo dello spettacolo dedicandosi soprattutto al teatro e agli sceneggiati televisivi, oltre ad alcuni ruoli come doppiatore; lo stesso Carlo Dapporto avrà un'unica esperienza come doppiatore, nel caso di Fernandel nel film La legge è legge di Christian-Jaque, il cui doppiaggio fu diretto da Mario Maldesi. Avrà anche altri due figli, Dario e Giancarla.
Fu iniziato nella Massoneria.

### Radio e televisione
Alla radio condusse i varietà Il fiore all'occhiello (1957) e Gran gala (1959), affiancato in entrambi da Delia Scala, e Carlo maestro di chic (1961).
Frequenti anche le sue apparizioni in televisione, dove partecipò tra l'altro a vari caroselli, nelle vesti di uno dei suoi personaggi più caratteristici (Agostino), negli sketch di Durban's Pasta del Capitano. Sui canali della Rai andarono in onda pure numerosi suoi programmi, quali Il Rotocarlo con Miranda Martino, Monsieur Landrù, Crazy Boat, interventi ai varietà Studio Uno e Senza rete, e adattamenti televisivi di suoi lavori teatrali come L'adorabile Giulio.

### Il cinema

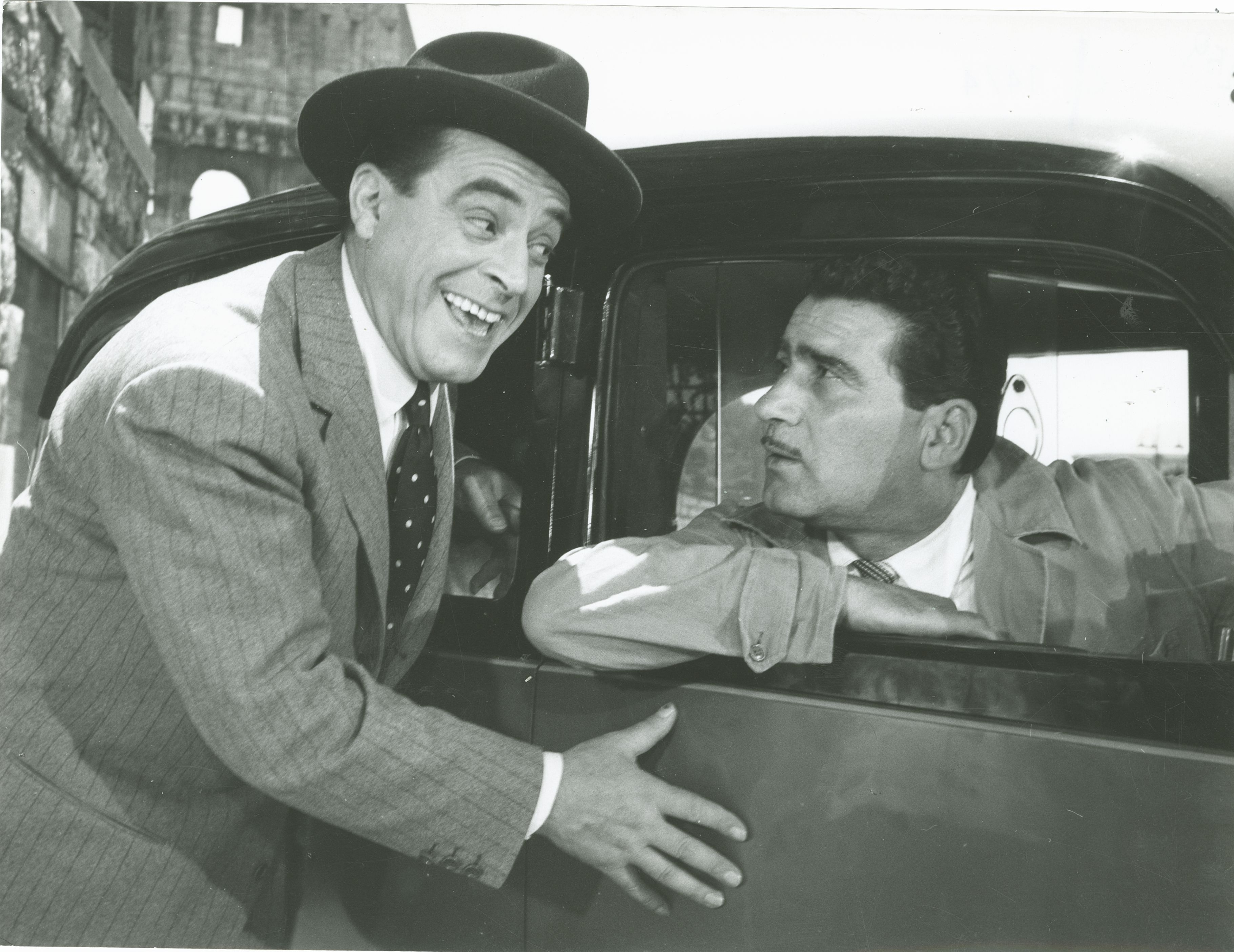
Carlo Dapporto (a sinistra) con Ignazio Balsamo durante le riprese del film Accadde al commissariato (1954)

Durante la sua lunga carriera ha avuto modo di lavorare accanto ai più importanti partner dell'epoca, tra cui ricordiamo Isa Barzizza, sua giovane concittadina sanremese; Carlo Campanini, Walter Chiari, Dario Fo, Cosetta Greco, Sophia Loren, Lauretta Masiero, Piero Mazzarella, Sandra Mondaini, Amedeo Nazzari, Ave Ninchi, Silvana Pampanini, Nilla Pizzi, Franca Rame, Renato Rascel, Mario Riva, Delia Scala, Tino Scotti, Nino Taranto, Ugo Tognazzi, Totò, Bice Valori, Raimondo Vianello, Alberto Sordi. Anche nel cinema la carriera di Carlo Dapporto è stata intensa e ricca di successi, soprattutto negli anni cinquanta, quando Carlo era al culmine del successo. Nel cinema Dapporto ha interpretato trentotto film dal 1943 al 1987.

Dapporto nel film Ci troviamo in galleria

Quindi una carriera cinematografica di tutto rispetto, confortata anche da un ottimo successo di pubblico, che dimostrò di apprezzarlo molto anche sul grande schermo. Nel cinema leggero degli anni cinquanta e degli anni sessanta, Dapporto fu uno dei protagonisti, tra i suoi titoli più importanti La presidentessa (1952) di Pietro Germi, La signora è servita (1945), di Nino Giannini, tratto da una sua idea e suo primo film da protagonista, Il vedovo allegro (1949) di Mario Mattoli, Ci troviamo in galleria (1953) di Mauro Bolognini, in cui Dapporto descrive con nostalgia la vita dei poveri guitti, che girano l'Italia in cerca di gloria.

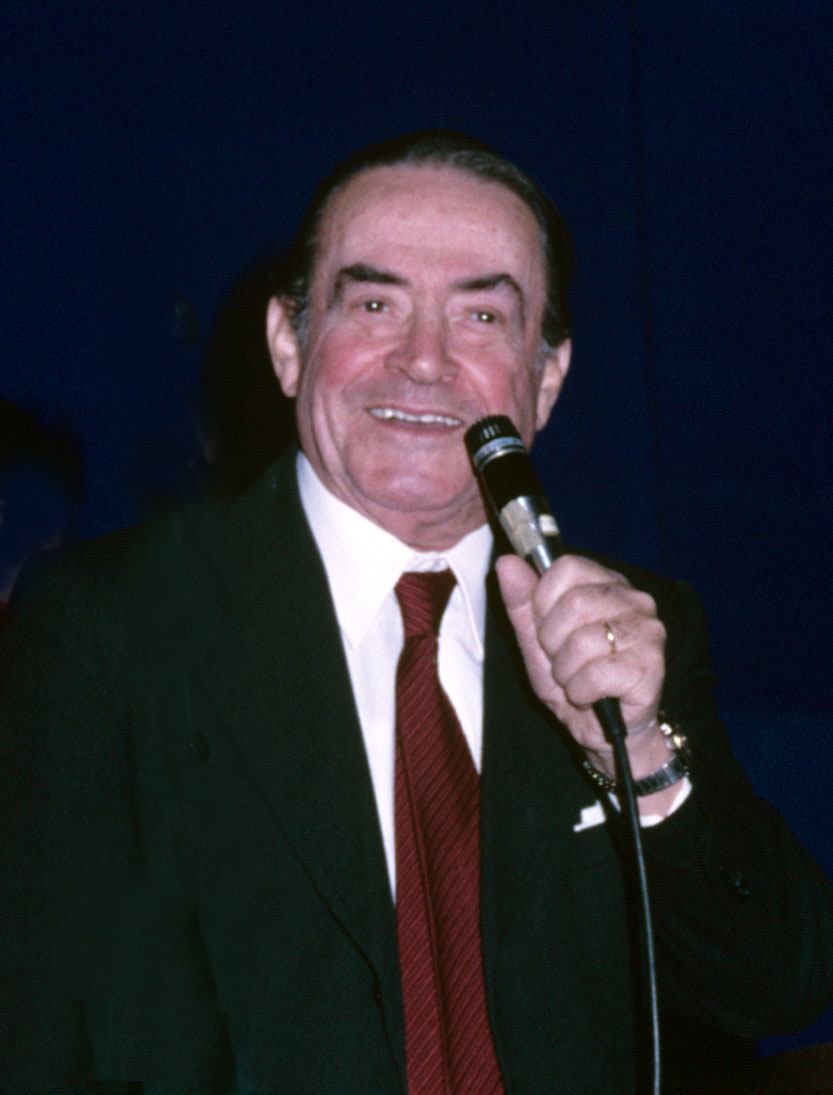
Carlo Dapporto nel 1983

Altri titoli degni di nota sono Giove in doppiopetto, trasposizione cinematografica dell'omonima commedia di successo, Finalmente libero, Scandali al mare, 11 uomini e un pallone, L'adorabile Giulio e Il paese dei campanelli. Da segnalare, infine, anche due sortite di Dapporto, nel cinema cosiddetto "impegnato", con Fortunella (1957), diretto da Eduardo De Filippo e con La famiglia (1987) di Ettore Scola, dove accanto a Vittorio Gassman e al figlio Massimo, dimostra una grande incisività drammatica, in quella che è forse l'interpretazione più riuscita della sua carriera.

### Morte
Tre anni dopo la sua ultima interpretazione nel film di Scola morì il 1º ottobre 1989 in una clinica romana, assistito dai familiari. Riposa al cimitero di Prima Porta della capitale.

## Riconoscimenti

Il francobollo che ricorda Dapporto a cento anni dalla nascita

- Il piazzale del Lungomare Italo Calvino a Sanremo è dedicato a Carlo Dapporto.
- Esiste una scuola di teatro a lui dedicata e una prova di gran fondo ciclistica che richiama in Riviera oltre mille partecipanti nell'anniversario della scomparsa.
- Nel giugno 2011, in occasione del centenario dalla nascita, le Poste italiane hanno ricordato Dapporto con un francobollo commemorativo in cui viene raffigurato in una tipica espressione: sullo sfondo dell'immagine si staglia un sipario scarlatto, simbolo di quel teatro del quale l'attore è stato protagonista per anni. Il francobollo, del taglio da sessanta centesimi di euro, è stato stampato in due milioni di esemplari.[5]
- Nel 1957 Carlo Dapporto vince la prestigiosa "Maschera d'argento" per i suoi successi nella commedia musicale, nella cosiddetta "trilogia del maliardo" diretti da Garinei & Giovannini: "Giove in doppiopetto"(1955), "L'adorabile Giulio"(1956) e "Carlo non farlo"(1957).
- Per i suoi meriti artistici fu decorato con numerose onorificenze, tra cui quelle di "Commendatore all'Ordine della Corona d'Italia" e "Commendatore all'Ordine della Repubblica italiana", mentre nel 1965 venne insignito del titolo di "Cittadino benemerito" con la seguente motivazione: «Attore geniale, sorretto da naturale ispirazione e comunicativa fervida e gioconda, ha portato dinanzi alle plaudenti platee d'Italia il nome di Sanremo». Fu inoltre presidente onorario della "Compagnia Stabile Città di Sanremo" sin dalla sua fondazione.
- In occasione del trentesimo anniversario della sua scomparsa viene pubblicato il primo libro su di lui dal titolo "Carlo Dapporto ...30 e lode. La vita è uno show meraviglioso che non si replica" di Luisa Bianchi e Andrea Panizzi, con prefazione di Massimo Dapporto.
- Ciak d'oro
  - 1987 – Migliore attore non protagonista per La famiglia[6]

## Filmografia

Carlo Campanini, Adriana Serra e Carlo Dapporto nel film 11 uomini e un pallone

- In cerca di felicità, regia di Giacomo Gentilomo (1943)
- Il processo alle zitelle, regia di Carlo Borghesio (1944)
- Scadenza trenta giorni, regia di Luigi Giacosi (1944)
- La signora è servita, regia di Nino Giannini (1945)
- 11 uomini e un pallone, regia di Giorgio Simonelli (1948)
- I pompieri di Viggiù, regia di Mario Mattoli (1949)
- Il vedovo allegro, regia di Mario Mattoli (1950)
- Botta e risposta, regia di Mario Soldati (1950)
- La presidentessa, regia di Pietro Germi (1952)
- Canzoni di mezzo secolo, regia di Domenico Paolella (1952)
- Finalmente libero, regia di Mario Amendola (1953)
- Viva la rivista!, regia di Enzo Trapani (1953)
- Ci troviamo in galleria, regia di Mauro Bolognini (1953)
- Donne proibite, regia di Giuseppe Amato (1953)
- Via Padova 46, regia di Giorgio Bianchi (1953)
- Il paese dei campanelli, regia di Jean Boyer (1954)
- Accadde al commissariato, di Giorgio Simonelli (1954)
- Ridere! Ridere! Ridere!, regia di Edoardo Anton (1954)
- Viva il cinema!, regia di Enzo Trapani (1954)
- Giove in doppio petto, regia di Daniele D'Anza (1954)
- Baracca e burattini, regia di Sergio Corbucci (1954)
- La moglie è uguale per tutti, regia di Giorgio Simonelli (1955)
- A sud niente di nuovo, regia di Giorgio Simonelli (1956)
- Primo applauso, regia di Pino Mercanti (1957)
- Fortunella, regia di Eduardo De Filippo (1958)
- Le magnifiche 7, regia di Marino Girolami (1961)
- Scandali al mare, regia di Marino Girolami (1961)
- Canzoni di ieri, canzoni di oggi, canzoni di domani (1962)
- I ragazzi dell'Hully Gully, regia di Marcello Giannini (1964)
- Tentazioni proibite, regia di Osvaldo Civirani (1965)
- Follie d'estate, regia di Edoardo Anton (1966)
- Lisa dagli occhi blu, regia di Bruno Corbucci (1969)
- Nel giorno del Signore, regia di Bruno Corbucci (1970)
- Quelli belli... siamo noi, regia di Giorgio Mariuzzo (1970)
- Polvere di stelle, regia di Alberto Sordi (1973)
- Tango blu, regia di Alberto Bevilacqua (1987)
- La famiglia, regia di Ettore Scola (1987)

## Televisione
Partecipò inoltre ad alcune edizioni della rubrica pubblicitaria televisiva Carosello:
- nel 1957 per il dentifricio Durban's;
- nel 1957 e 1958 con Elio Pandolfi e Gino Ravazzini ancora per il dentifricio Durban's;
- nel 1958 con Fred Buscaglione ancora per il dentifricio Durban's;
- nel 1959 da solo e con numerosi altri attori sempre per il dentifricio Durban's;
- nel 1960 e 1961 con Valeria Fabrizi ancora per il dentifricio Durban's;
- nel 1963 e 1964 per Lectric Shave della Siade (nel 1963 con Gisella Sofio)
- nel 1966 con Franco Giacobini e Silvia Monelli per Acqua Velva Ice Blue Williams della Siade;
- dal 1972 al 1975 con Georgia Moll, Nico Ciccarelli, Anna Maria Rizzoli (solo nel 1975) e Viola Valentino per il dentifricio Pasta del Capitano e Cera di Cupra della Ciccarelli.

## Programmi radiofonici
- Il pettegolo, varietà di Marcello Marchesi, con Carlo Dapporto regia di Enzo Convalli (1953)
- Il fiore all'occhiello, regia di Riccardo Mantoni - varietà (1957)
- Gran gala, regia di Riccardo Mantoni - varietà (1959)
- Carlo maestro di chic, regia di Berto Manti (1961)
- Cappello a cilindro, varietà presentato da Carlo Dapporto, regia di Federico Sanguigni luglio agosto 1962
- Monsieur le Professeur, di Franco Torti, con Carlo Dapporto e Sandra Mondaini, regia di Raffaele Meloni (1967)